# بینش جامعه‌شناختی
بینش جامعه‌شناختی (به انگلیسی: The Sociological Imagination) یا تخیل جامعه‌شناختی کتابی است که در سال ۱۹۵۹ توسط جامعه‌شناس آمریکایی سی. رایت میلز (۲۸ آگوست ۱۹۱۶–۲۰ مارس ۱۹۶۲) نوشته و در انتشارات دانشگاه آکسفورد منتشر شده‌است.
در این کتاب، او ایدۀ تخیل جامعه‌شناختی را ابداع نموده‌است: ابزاری که به وسیله آن می‌توان رابطه بین خود و جامعه را درک کرد.
میلز باور داشت وظیفه اصلی جامعه‌شناسی و جامعه‌شناسان درک (و بیان) ارتباط بین محیط‌های اجتماعی خاص افراد و نیروهای اجتماعی و تاریخی وسیع‌تری است که درگیر شده‌اند. این دیدگاه، رویکرد کارکردگرایی ساختاری جامعه‌شناسی را به چالش می‌کشد زیرا موقعیت‌های جدیدی را برای فرد در نظر می‌گیرد که با توجه به ساختار اجتماعی بزرگتر ممکن می‌شود. عملکرد فردی که ساختار اجتماعی بزرگتری را بازتولید می‌کند، تنها یکی از بسیاری از نقش‌های ممکن است و لزوماً مهم‌ترین آنها نیست. میلز همچنین خطر دلزدگی (بی‌علاقگی) را گوشزد نموده که به نظرش به‌طور جدایی‌ناپذیری در ایجاد و نگهداری جوامع مدرن دخیل بوده‌است. این امر او را وادار به طرح این پرسش کرد: آیا افراد در جوامع مدرن به این معنا که فرد عموماً درک می‌شود، وجود دارند یا خیر؟ (میلز، ۱۹۵۹، ۷–۱۲). در نوشتن تخیل جامعه‌شناختی، میلز تلاش کرد برای تطبیق دو برداشت متفاوت و انتزاعی از واقعیت اجتماعی، فرد و جامعه و در نتیجه گفتمان جامعه‌شناختی غالب را بخاطر تعریف برخی از اساسی‌ترین اصطلاحات و صراحت در مورد مفاهیم پشت آن به چالش بکشد. وی طرح آشتی و چالش را با انتقاد از نظریه کلان و تجربیات انتزاعی آغاز نمود و از کاربرد آنها در جامعه‌شناسی آن روز انتقاد کرد. در سال ۱۹۹۸، انجمن بین‌المللی جامعه‌شناسی این اثر را به عنوان دومین کتاب مهم جامعه‌شناسی سده بیستم ثبت کرد.

## نظریه کلان
در فصل دوم، به نظر می‌رسد میلز جامعه‌شناسی پارسونزی را مورد انتقاد قرار می‌دهد. در این مقاله او مستقیماً به کتاب نظام اجتماعی نوشته تالکوت پارسونز می‌پردازد.
در کتاب نظام اجتماعی، پارسونز ماهیت ساختار جامعه و ایجاد و حفظ فرهنگ از طریق اجتماعی شدن افراد را توصیف می‌کند. میلز این گرایش را در جامعه‌شناسی به چند دلیل نقد می‌کند. او از شکل ناهمگون‌تری از جامعه بحث می‌کند و این نظر را به چالش می‌کشد که میزان یکنواختی جامعه واقعاً امکان‌پذیر است. (میلز، ۱۹۵۹، ۲۶–۳۰)

### نظم اجتماعی
میلز از فرمول پارسونزی نظم اجتماعی انتقاد می‌کند، به ویژه این ایده که نظم اجتماعی را می‌توان در واقع به عنوان یک کل مشاهده کرد. او می‌نویسد هر فردی نمی‌تواند به سادگی در جامعه ادغام شده و تمام اشکال فرهنگی آن را درونی کند. علاوه بر این، چنین سلطه‌ای ممکن است به عنوان امتداد بیشتر قدرت و قشربندی اجتماعی تلقی شود.
جان دیوید برور (۲۰۰۴) تخیل جامعه‌شناختی را به عنوان امتداد سایر آثار میلز در زمینه قدرت و قشربندی اجتماعی می‌داند یعنی نخبگان قدرت و یقه سفید: طبقات متوسط آمریکایی. از نظر میلز، آنچه نظریه‌پردازان کلان جهت‌گیری ارزش می‌نامند در واقع می‌تواند نوعی سلطه و در نتیجه ممکن است صرفاً نوعی مشروعیت باشد. (میلز، ۱۹۵۹، ۳۳–۳۶).

### نقش نظریه اجتماعی
میلز در ادامه از جامعه‌شناسی پارسونزی به سبب نظریه‌پردازی آن به عنوان شکلی از انتزاع محض انتقاد می‌کند که می‌توان جامعه را صرف‌نظر از ماهیت تاریخی و زمینه‌ای آن بدون مشاهده درک کرد.
او استدلال می‌کند جامعه و نمادهای فرهنگی آن را نمی‌توان به عنوان خود تعیین‌کننده در نظر گرفت و این نمی‌تواند بدون مراجعه به افراد و آگاهی آنها مشتق شود. میلز می‌نویسد: تمام قدرت از نظر پارسونز بر اساس یک نظام اعتقادی است که توسط جامعه اعمال شده‌است. در این مقاله او پارسونز را بخاطر دیدگاه تغییر و تنوع تاریخی و اجتماعی مورد انتقاد قرار می‌دهد. (میلز، ۱۹۵۹، ۴۰–۴۶)
او از این طریق ابزارهایی را نقد می‌کند که می‌توان نظم اجتماعی را بدون مشاهده ایجاد کرد. (میلز، ۱۹۵۹، ۴۶–۴۸)

## پیوندهای بیرون
- C.Wright Mills, On Intellectual Craftsmanship Appendix to The Sociological Imagination
- C.Wright Mills, On Intellectual Craftsmanship from The Sociological Imagination